# Phéomélanine

Biosynthèse de l'eumélanine et de la phéomélanine

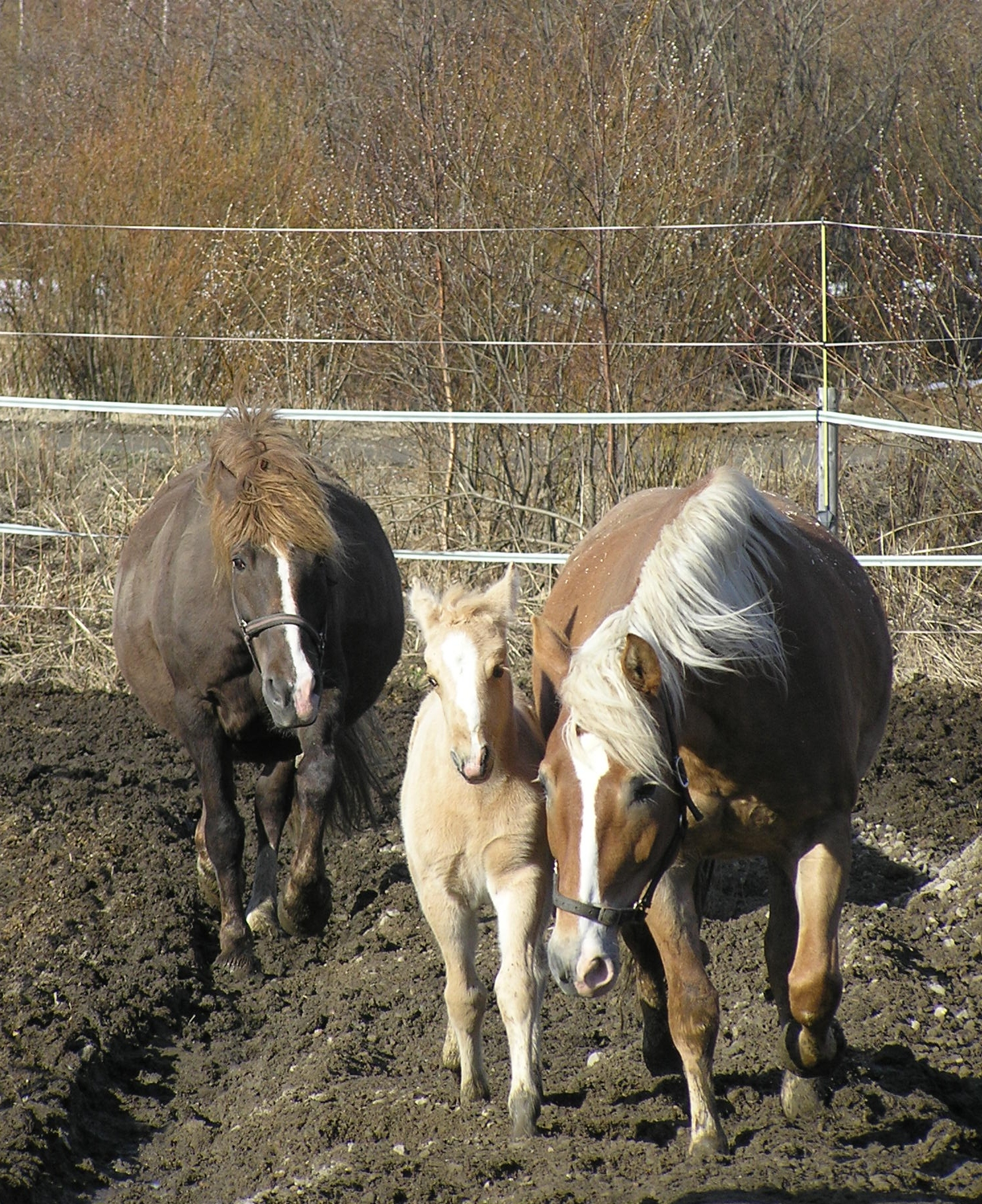
Teintes diverses de chevaux finlandais

La phéomélanine est avec l’eumélanine l’un des deux constituants de la mélanine biologique. Elle est de couleur moins foncée (beige à rouge, brun clair) que l’eumélanine et est considérée comme responsable de la coloration plus ou moins foncée de la peau et aussi de la coloration rousse des cheveux et des poils des mammifères. Elle est présente en faible quantité dans tous les types de cheveux, et en quantité un peu plus importante dans les cheveux roux. Elle est aussi présente dans tous les types de peau. Son pouvoir de protection contre les rayons UV dans les conditions biologiques de luminosité est relativement inférieur à celui de l’eumélanine, en fonction du taux de mélanine (plus la peau est claire, moins elle contient de mélanine et donc moins protégée contre les rayons solaires). 
Elle pourrait aussi se dégrader en composés cancérogènes sous l’action excessive des UVA.
Comme l’eumélanine, c’est un mélange de macromolécules synthétisées dans les mélanocytes à partir de la tyrosine. En présence de cystéine, une certaine quantité de cette tyrosine est transformée en cystéinyldopa, puis en un polymère dont le monomère principal contient du benzothiazole et de la dihydroisoquinoline.
Les animaux dont la coloration est essentiellement due à la phéomélanine présenteraient une résistance moindre au stress oxydant. Ce serait pour cela qu'à Tchernobyl, le nombre d’oiseaux appartenant à des espèces essentiellement phéomélaniques a diminué plus rapidement que celui des oiseaux produisant plus d’eumélanine.
Numéro CAS : 12627-61-1.